# Groene Metropoolregio Arnhem-Nijmegen
De Groene Metropoolregio Arnhem-Nijmegen, ook bekend als GMR, is een samenwerkingsverband van zeventien gemeenten op basis van de Wet gemeenschappelijke regelingen. Op een na maken de gemeenten deel uit van de provincie Gelderland. De gemeente Mook en Middelaar ligt in het uiterste noorden van de provincie Limburg. GMR doet onder meer dienst als woningmarktregio.

## Geschiedenis
De Groene Metropoolregio is op 1 januari 2021 van start gegaan als opvolger van de Regio Arnhem Nijmegen (RAN). De geschiedenis van de regionale samenwerking begint in 1988 met de oprichting van Het Knooppunt Arnhem-Nijmegen (KAN). De steden Arnhem en Nijmegen werden in dat jaar opgenomen als een knooppunt in de Vierde nota ruimtelijke ordening. Het was de bedoeling dat het knooppunt Arnhem Nijmegen zou uitgroeien tot een stadsprovincie, maar In 1995 is dit beleid beëindigd. De regionale samenwerking Knooppunt Arnhem-Nijmegen werd in 2006 opgevolgd door de Stadsregio Arnhem-Nijmegen. De positie van de stadsregio kreeg een wettelijke basis in de Wet gemeenschappelijke regelingen van 1 januari 2006. De Stadsregio Arnhem-Nijmegen functioneerde tot 31 december 2014 als zogenaamde plusregio. De plusregio's werden in 2014 opgeheven. Onder de naam Regio Arnhem-Nijmegen zijn de activiteiten van de Stadsregio afgebouwd (liquidatie 22 juni 2017). Het overleg tussen de gemeenten en de provincie Gelderland bleef bestaan. De gemeente Montferland trad per 1 januari 2025 uit de GMR en stapte over naar Regio Achterhoek (8RHK).
| Periode       | Verband                                     | Status                         | Functies/opgaven | Gemeenten                                            |
| ------------- | ------------------------------------------- | ------------------------------ | --- | ---------------------------------------------------- |
| 1988–2005     | Knooppunt Arnhem-Nijmegen (KAN)             | VINO-knooppunt                 | Stadsprovincie, transporthub | 27 (t/m 31-12-2000) 20 (anno 2005, na herindelingen) |
| 2006–2017     | Stadsregio Arnhem Nijmegen (SAN)            | Plusregio (Wgr) (t/m 31-12-14) | Stadsregioraad (t/m 22-6-17) Verkeerstaken (t/m 31-12-14) | 20 (2005–2014) 18 (1-1-15: fusie Berg en Dal)        |
| dec 2015–2020 | Regio Arnhem Nijmegen (RAN)                 | Bestuurssamenwerking (Wgr)     | Portefeuillehoudersoverleg (PFO) voor regionale bestuurlijke slagkracht | 18 (1-1-18: fusie Rijnwaarden met Zevenaar)          |
| 2021–heden    | Groene Metropoolregio Arnhem-Nijmegen (GMR) | Metropoolregio (Wgr)           | - ruimtelijke opgaven & woningbouw - economie & arbeidsmarkt - leefbaarheid, natuur & landschap, cultuur & erfgoed - mobiliteit & bereikbaarheid - circulariteit, duurzaamheid, klimaat & energie | 18 (2021–2024) 17 (1-1-25: uittreding Montferland)   |

## Opgaven
De samenwerking werkt met vijf bestuurlijke opgaven. Iedere gemeente maakt periodiek aan de hand van een regionale agenda keuzes over de opgaven en gezamenlijke projecten waar ze aan deelneemt.
De vijf bestuurlijke opgaven gaan over de onderwerpen:
- Mobiliteit en bereikbaarheid
- Economie en arbeidsmarkt
- Circulariteit, duurzaamheid, klimaat & energie
- Woningbouw en leefomgeving
- Leefbaarheid, natuur, landschap, cultuur en erfgoed

## Regionale agenda
De Groene Metropoolregio werkt aan de hand van een regionale agenda. De uitvoering van de regionale agenda wordt voor meer jaren vastgelegd. Er is een regionale agenda voor 2025-2028 en een meerjarige begroting.

## Gemeenten

Kaart van intergemeentelijke samenwerkingen in Gelderland en aangrenzende provincies in 2016.

Er maken 17 gemeenten deel uit van de Groene Metropoolregio Arnhem-Nijmegen. De tabel toont bij elke gemeente het inwonertal per 22 november 2024.
| Gemeente          | Inwonertal |
| ----------------- | ---------- |
| Arnhem            | 167.632    |
| Nijmegen          | 187.049    |
| Overbetuwe        | 48.919     |
| Lingewaard        | 47.314     |
| Zevenaar          | 45.041     |
| Rheden            | 43.661     |
| Wijchen           | 41.545     |
| Berg en Dal       | 35.474     |
| Renkum            | 31.419     |
| Beuningen         | 26.725     |
| Duiven            | 24.872     |
| Druten            | 19.590     |
| Heumen            | 16.836     |
| Westervoort       | 15.151     |
| Doesburg          | 11.079     |
| Mook en Middelaar | 8.153      |
| Rozendaal         | 1.831      |
| Totaal            | 772.291    |

Voormalige leden:
| Gemeente    | Inwonertal |
| ----------- | ---------- |
| Montferland |            |
| Totaal      |            |